# Zielony Staw Kaczy
Zielony Staw Kaczy (słow. Zelené Kačacie pleso, Zelené pleso, niem. Ententaler Grüner See, Grüner See, węg. Zöld-tó, Kacsa-völgyi Zöld-tó) – staw tatrzański położony na wysokości 1575,9 m n.p.m., w Dolinie Kaczej w słowackiej części Tatr Wysokich. Jest typowym jeziorem polodowcowym. Pomiary pracowników TANAP-u wykazują, że ma on 2,58 ha powierzchni, wymiary 200 × 170 m i ok. 4,1 m głębokości. Jest to największy staw Doliny Kaczej, znajduje się u podnóża północnych urwisk Ganku i Rumanowego Szczytu. Z otaczających go gór zsypują się do niego piargi. Poziom wody w jeziorze jest dość zmienny. Wypływa z niego Kaczy Potok, tworzący na skalnym progu 15,0 m wysokości kaskadę zwaną Kaczą Siklawą. W pobliżu znajdują się dwa inne, dużo mniejsze stawy doliny – Mały Kaczy Staw i Jeleni Stawek. Do Zielonego Stawu Kaczego nie prowadzą żadne szlaki turystyczne, więc nie jest on dostępny dla turystów.

## Nazwa
Nazwa stawu pochodzi podobno od dawnej legendy o złotej kaczce. Legenda głosi, że w noc świętojańską na stawie pojawia się złota kaczka i znosi złote jajko.